# Avkodningslagen
Avkodningslagen (2000:171)  infördes 1 maj 2000 och ersatte lagen (1993:1367) om förbud beträffande viss avkodningsutrustning.  Lagen infördes för att genomföra Europaparlamentets och rådets direktiv 98/84/EG av den 20 november 1998.
Avsikten är att skydda leverantörer av sådana tjänster som bygger på eller utgörs av villkorad tillgång. Lönsamheten – och den ekonomiska livskraften – för denna typ av tjänster ofta är beroende av att leverantören garanteras betalning. Det anges vidare att det därför är nödvändigt med ett rättsligt skydd mot olaglig utrustning som möjliggör kostnadsfri tillgång till tjänsterna.
1999 höjs maximistraffet för brott mot avkodningslagen från fängelse i 6 månader till fängelse i högst 2 år.  Åtal för brott mot lagen skall få väckas när målsäganden anger brottet till åtal eller åtal är motiverat från allmän synpunkt.
2007 föreslås att "Anskaffande och användning av avkodningsutrustning för privat bruk i syfte att göra en tjänst som omfattas av avkodningslagen tillgänglig i tolkningsbar form utan tjänsteleverantörens godkännande kriminaliseras. Försök till detta brott bör inte vara strafflagt. och att denna lagändringarna bör träda i kraft den 1 juli 2008.

## Fall
2013 blev en tv-pirat dömd till ett rekordstort skadestånd på närmare 37 miljoner SEK och fängelse i ett år i det största fallet som rör cardsharing i Sverige. För spridning av sändningar från Canal Digital och Viasat. Enligt åklagaren ska denne sålt avkodningsutrustning som gjort att 1800 kunder kunnat ta del av de aktuella tv-bolagens utbud.
Branschorganisationen Stopnordics David Würgler blev nöjd.